# Alfred Hetschko
Alfred Paul Hetschko (* 24. August 1898 in Bielitz, Österreich-Ungarn; † 18. April 1967 in Halle/Saale) war ein deutsch-österreichischer Musikpädagoge, Kapellmeister und Komponist, der sich um das Männerchorwesen verdient machte. Von 1952 bis 1955 war er Direktor der Halleschen Musikhochschule.

## Leben

### Österreichisch-Schlesische Herkunft und Musikstudium
Alfred Hetschko stammte aus der österreichisch-schlesischen Stadt Bielitz, die an der galizischen Grenze gelegen war. Nach der Volksschule (1904–1909) besuchte er von 1909 bis 1912 das K. K. Kaiser Franz Joseph-Staatsgymnasium in der mährischen Bezirksstadt Mährisch-Ostrau. Nach der Reifeprüfung (Matura) 1916 an der evangelischen Lehrerbildungsanstalt zu Bielitz diente er im Ersten Weltkrieg als Soldat im österreichischen Heer.
Danach war er zunächst Volksschullehrer in Kunzendorf (Lipnik) bei Bielitz (Bielsko). Von 1921 bis 1923 unterrichtete er an der evangelischen Knabenschule zu Bielitz in der autonomen Woiwodschaft Schlesien. Parallel studierte er ab 1918 an der Karls-Universität Prag. 1922 erwarb er seine Lehrbefähigung für Deutsch und Musik an Gymnasien. Zu seinen akademischen Lehrern gehörten neben Paul Nettl in Musikgeschichte auch Heinrich Rietsch (Prag) und Adolf Chybiński (Lemberg).

### Berufliche Stationen in Gebieten mit deutscher Minderheit

#### Musiklehrer und Chorleiter in Lemberg und Graudenz (1922–1932)
Ab 1922 lehrte er am deutschen Realgymnasium in Lemberg (Lwów) in der gleichnamigen polnischen Woiwodschaft. Hetschko, der seine Kapellmeisterprüfung an der Lemberger Musikakademie abgelegt hatte, wirkte zusätzlich als Gastdirigent bei Orchesterkonzerten der Konzertdirektion Türk und des Polnischen Musikerverband. 1922 übernahm er auch die Leitung des galiziendeutschen Männerchors „Frohsinn“ und ab 1923 des selbstständigen Deutschen Männergesangsverein Lemberg. Hetschko schulte darüber hinaus einen Frauenchor und einen gemischten Chor sowie kleinere Besetzungen. Er ließ neben Kunst- und Volksliedern auch Werke von klassischen, romantischen und barocken Komponisten sowie ein kirchliches Programm singen. Seine Tätigkeit inspirierte mehrere Chorgründungen in der Region.
Danach wurde er in Graudenz (Grudziądz) Musiklehrer an der Goetheschule. Die überwiegend evangelische, aus Westpreußen stammende Schülerschaft wurde dort zum deutschen Volkstum und zur loyalen Bürgerschaft des polnischen Staates erzogen. Von 1924 bis 1932 war Hetschko Musikdirektor und Organist sowie Dirigent des Bühnenorchesters am Laientheater „Deutsche Bühne Graudenz“, das unter der Leitung von Arnold Kriedte stand und seinen Sitz im ehemaligen evangelischen Gemeindehaus hatte. Es war ein Nachbild der Bühne in Bromberg (Bydgoszcz) und wurde durch den Berliner „Verein heimattreuer Graudenzer“ unterstützt. Im Alter von 27 Jahren erfolgte seine Wahl zum ersten Bundeschormeister des Bundes deutscher Gesangsvereine Posen-Pommerellen. Außerdem war er Leiter der Singakademie in Graudenz, die 1930 mit dem Männergesangverein „Liedertafel“ zusammenging. Mit der Liedertafel gab er öffentliche Konzerte u. a. führte er die Oratorien Christus am Ölberge von Ludwig van Beethoven (1927) und Die Jahreszeiten von Joseph Haydn (1932) auf. Auch pflegte er einen engen Austausch mit seinen polnischen Kollegen, so musizierte er mit dem Graudenzer Konservatoriumsdirektor Ignaci Tomaszewski.

#### Schuldirektor in der Tschechoslowakei, Reichsprotektorat (1932–1945)
Im Jahr 1932 ging er in die Tschechoslowakei: Bis 1933 wirkte er zunächst als Chor- und Orchesterdirigent in Brünn. Danach war er Lehrer an der deutschen Schule in Kaschau, an der er 1933/34 das Amt des Direktors innehatte. In dieser Zeit wandte er sich nach Rudolf Weidig offen gegen die aggressiv nationalistische Politik der Sudetendeutschen Partei und deren Schwesterpartei, der Karpatendeutschen Partei (KdP). Seiner Einschätzung zufolge erlitt die KdP wegen Hetschkos Aktivitäten bei der Kaschauer Gemeindewahl 1937 eine Niederlage. Die Nationalsozialisten hatten ihn später wegen jener Haltung und aufgrund weiterer Verstöße angeklagt und schikaniert. Er beantragte am 23. Juni 1941 die Aufnahme in die NSDAP, wurde zum 1. Juli 1941 aufgenommen (Mitgliedsnummer 8.956.345) und gehörte der NSDAP-Ortsgruppe Böhmisch Trübau (Reichsgau Sudetenland) an. Außerdem war er Mitglied des NS-Lehrerbundes. Von 1942 bis 1945 unterrichtete Hetschko an der Hauptschule und der Lehrerbildungsanstalt in Königinhof an der Elbe im „Protektorat Böhmen und Mähren“. Mit dem Kriegsende 1945 erfolgte die Zwangsumsiedlung nach Westen.

### Wirken in der SBZ und der DDR

#### Nachkriegszeit im Harz (1945–1948)
In der Sowjetischen Besatzungszone war er dann mit der Umsiedlerfürsorge (Aschersleben) und mit landwirtschaftlichen Erhebungen (Quedlinburg) betraut. Außerdem organisierte er Kulturveranstaltungen. Von 1946 bis 1948 war er Theaterkapellmeister und Intendant in Aschersleben. Er begründete den dortigen Kreisverband der Gewerkschaft Kunst und Schrifttum und das „Werk der Jugend“. Außerdem half bei der Konstituierung der Wirkungsgruppe des Kulturbundes mit.

#### Musikreferent auf Ministerialebene (1948–1952)
Als Gewerkschaftssekretär für Musik- und Theaterangelegenheiten wurde er dann nach Halle an der Saale berufen. Ab dem 1. Juni 1948 war er Referatsleiter Musik und Oberregierungsrat im SED-geführten Volksbildungsministerium des Landes Sachsen-Anhalt. Unter seiner Ägide erfolgte die Neuordnung der Schulmusik, die u. a. zur Gründung von Musikschulen führte. Zusätzlich erhielt Hetschko 1949 einen Lehrauftrag an der durch Hans Stieber begründeten Staatlichen Hochschule für Theater und Musik Halle. Überdies war er stellvertretender Vorsitzender des Friedensrates der Landesregierung von Sachsen-Anhalt und Landesarbeitsrichter.
Unter Minister Paul Wandel war er 1951/52 Hauptreferent für Musik im Ministerium für Volksbildung der DDR in Ost-Berlin. Von August bis September 1951 fungierte er auch als erster Leiter der Musikabteilung der Staatlichen Kommission für Kunstangelegenheiten, aus der er Ende 1951 wieder ausschied.

#### Leitungsfunktionen im Hochschulbereich (ab 1952)
Das Direktorat der halleschen Musikhochschule wurde ihm in der Nachfolge von Bernhard Bennedik mit Wirkung vom 1. April 1952 übertragen. Während dieser Zeit war er ein Förderer zeitgenössischer Musik in Halle. Sein Einsatz für die Schulmusik führte allerdings zur Einstellung der Lehre an der Musikhochschule. Nach der Übernahme der Einrichtung durch das Pädagogische Institut in Halle 1955 wurde er ebendort Professor und Fachrichtungsleiter Musik (bis 1963). Ferner war er von 1953 bis 1960 (zusammen mit Helmut Mahler) und von 1961 bis Mai 1965 erster Vorsitzender des Bezirksvorstandes Halle der Gewerkschaft Kunst und stellvertretender Vorsitzender des Bezirksvorstandes Halle der Gesellschaft zur Verbreitung wissenschaftlicher Kenntnisse. Hetschko war auch Vorstandsmitglied im Klub der Intelligenz in Halle. Hetschko, Mitglied der SED, gehörte von 1955 bis 1959 unter Herbert Warnke dem Bundesvorstand des FDGB an.
Hetschko war Autor einer Biografie über Antonín Dvořák (1965). Er veröffentlichte Beiträge in Tageszeitungen und Fachzeitschriften (u. a. Musik und Gesellschaft). Außerdem trat er gelegentlich als Komponist in Erscheinung (Lieder, Chöre). Insbesondere komponierte er Werke für Männerchöre.

## Auszeichnungen
Im Jahr 1961 wurde er mit dem Händelpreis des Bezirkes Halle ausgezeichnet. 1963 erhielt er den Vaterländischen Verdienstorden in Bronze. Außerdem war er Träger der Fritz-Heckert-Medaille des FDGB.

## Schriften (Auswahl)
- Antonín Dvořák. [Biografie] (= Reclams Universal-Bibliothek. Band 253). Reclam, Leipzig 1965.